# Imigração luxemburguesa no Brasil
A imigração luxemburguesa no Brasil foi o movimento migratório de luxemburgueses para o Brasil, principalmente entre os séculos XIX e XX.

## História
Um dos primeiros luxemburgueses a migrar para o Brasil foi João Felipe Bettendorff, missionário jesuíta que atuou no Maranhão e no Pará, entre as décadas de 1660 e 1690.
No início de 1828, foi assinado um tratado de amizade eterna e comércio entre Guilherme I, Rei dos Países Baixos e Grão-Duque do Luxemburgo, e Dom Pedro I do Brasil. Em 1911 foram oficialmente reestabelecidos os laços diplomáticos entre Luxemburgo e Brasil.
Ainda em 1828, teve início a imigração luxemburguesa para o Brasil com cerca de mil luxemburgueses estabelecendo-se no país. A maior parte dos descendentes encontra-se em dois estados brasileiros: Santa Catarina e Espírito Santo.
Em Santa Catarina, os imigrantes vindos de Luxemburgo se estabeleceram na região na década de 1820, principalmente no vale do Itajaí,, no Vale do Tijucas (atuais municípios de Canelinha e São João Batista, famílias Steil e Olinger), em áreas de Colonização germânica nos entornos de Florianópolis (Antônio Carlos, Biguaçu e São Pedro de Alcantara), posteriormente algumas famílias se mudaram para a região do vale do rio dos Sinos, no Rio Grande do Sul, e na região de Rio Negro, no Paraná. Em Rio Negro, entre os primeiros luxemburgueses que chegaram, estava a família Bley, que se fixou em 1829.
No Espírito Santo chegaram a partir de 1850, fundando algumas colônias, como a Vila de Luxemburgo, em Santa Leopoldina. A partir da década de 1920, na região centro-sul de Minas Gerais, no quadrilátero ferrífero, algumas famílias de luxemburgueses se fixaram, principalmente no município de João Monlevade, onde formaram uma colônia.
Um luxemburgo-brasileiro, ou brasilo-luxemburguês, é um brasileiro de total, predominantemente ou parcial ascendência luxemburguesa ou um imigrante luxemburguês no Brasil. Estima-se que existam cerca de 50 mil brasileiros com algum ascendentes luxemburguês. Muitos dos descendentes foram incentivados a pedir a nacionalidade luxemburguesa entre os anos de 2009 e 2018. Para a maioria dos casos, o prazo do pedido ficou aberto até 2021.

## Cultura luxemburguesa no Brasil
Muitos dos imigrantes luxemburgueses que chegaram no Brasil eram considerados germânicos, sendo assim eram tidos como parte desse grupo étnico, onde suas heranças culturais eram assimiladas com as dos alemães. Algumas famílias mantiveram em suas casas a língua luxemburguesa (lëtzebuergesch). Alguns ainda falavam também o francês e o alemão.
Os descendentes de luxemburgueses no Brasil mantiveram hábitos como na culinária. Os principais ingredientes da cozinha luxemburguesa encontrados no Brasil são as batatas, os legumes, feijão, carnes (como a suína), massas, pães, bolos, doces e sobremesas. Em Minas Gerais, por exemplo, alguns restaurantes servem massas com molho de toucinho, prato muito parecido ao kniddelen mat speck, ou ainda pescoço suíno defumado com feijão-fava, similar ao judd mat gaardenbounen, além de porções de bolinhos (quilles), comparados a uma versão luxemburguesa de bowling.
Em Curitiba foi criado o Grupo Folclórico Luxemburguês Feierwon, com o objetivo de resgatar, promover e cultivar as tradições, a cultura e a história de Luxemburgo, por meio apresentações artísticas com danças típicas da idade média. A comunidade de descendentes no Paraná também resgata e mantém as tradições das festas de São Nicolau. Em 23 de junho, celebram o Dia de Luxemburgo.